# Русиново (деревня, Пермский край)
Русиново — деревня в Чердынском городском округе Пермского края России.

## Географическое положение
Деревня расположена на левом берегу реки Колва примерно в 99 километрах по прямой на север-северо-восток от центра городского округа города Чердынь.

## Климат
Климат умеренно-континентальный с продолжительной холодной и снежной зимой и коротким летом. Снежный покров удерживается 170-190 дней. Средняя высота снежного покрова составляет более 70 см, в лесу около 1 метра. В лесу снег сохраняется до конца мая. Продолжительность безморозного периода примерно 110 дней. 

## Население
Население деревни составляло 27 чел.(2002), русские 93%. В 2010 году  проживало 9 постоянных жителей.                       